# Костина, Татьяна Васильевна
Татьяна Васильевна Костина (каз. Татьяна Васильевна Костина; 8 февраля 1955, Новоаннинский, Сталинградская область — 14 октября 2022) — казахстанский журналист, главный редактор газеты «Казахстанская правда» (2003—2017).

## Биография
Родилась 8 февраля 1955 в городе Новоаннинский (ныне — Волгоградской области).
В 1978 году окончила отделение журналистики филологического факультета Воронежского государственного университета, в 1988—1990-х годах училась в Алма-Атинской высшей партийной школе.
С 1972 — лаборант проектного института, литработник газеты «Строитель».
1978—1988 — корреспондент, завотделом пропаганды газеты «Freundschaft».
1990—1994 — шеф информационной службы газеты «Казахстанская правда».
1994—1997 — шеф информационной службы газеты «Караван».
1997—2000 — заместитель, первый заместитель главного редактора газеты "Столичное обозрение «Атамура».
2000—2002 — независимый аналитик по нефтегазовым вопросам.
2001—2002 — главный редактор газеты «Табигат».
2002—2003 — первый заместитель главного редактора газеты «Казахстанская правда».
С апреля 2003 по август 2017 года — главный редактор газеты «Казахстанская правда».
Скончалась 14 октября 2022 года.

## Награды
- 2008 — Орден «Курмет»
- 2008 — Медаль «За труд и доблесть» (25 февраля 2008 года, Украина) — за значительный личный вклад в укрепление дружбы между народами Украины и Казахстана, развитие украинско-казахстанского сотрудничества[3][4]
- 2013 — Медаль «За внесённый вклад в обеспечение правопорядка»[5]
- 2014 — Почётный знак «За заслуги в развитии печати и информации» (27 ноября 2014 года, Межпарламентская ассамблея СНГ) — за значительный вклад в формирование и развитие общего информационного пространства государств — участников Содружества Независимых Государств, реализацию идей сотрудничества в сфере печати и информации[6][7]
- 2015 — Медаль «20 лет Ассамблеи Казахстана»[8]
- 2015 — Юбилейная медаль «20 лет Комитету по чрезвычайным ситуациям Министерства внутренних дел Республики Казахстан»[9]
- 2016 — лауреат премии «Нұр Сұңқар»[10]

## Семья
Муж — Романовский Владимир Григорьевич.

## Источник
Ашимбаев Д. Р. Кто есть кто в Казахстане. — Алматы, 2012.